# Seleção Kuwaitiana de Futebol
A Seleção Kuwaitiana de Futebol representa o Kuwait nas competições de futebol da FIFA. Manda seus jogos no Estádio Nacional de Kuwait e já participaram de uma Copa do Mundo em 1982. É filiada à FIFA desde 1952.
A seleção já conseguiu manter-se invicta durante nove anos, de 1970 até 1979.

## História
O futebol chegou ao país depois que empresários kuwaitianos viajaram à Índia e tiveram contato com o esporte.
Os anos 1970 e 1980 e apresentaram-se como a melhor época do futebol do Kuwait: conquistaram a Copa do Golfo seis vezes e em 1980 o país conquistou a Copa da Ásia, o maior título de sua história. Ainda em 1980, disputou pela primeira vez as Olimpíadas. Também pela primeira vez disputou a Copa do Mundo, em 1982.

### Suspensões temporárias
Em 30 de outubro de 2007, a seleção foi proibida pela FIFA de participar de qualquer competição devido à interferências do governo na federação de futebol do Kuwait. A suspensão, no entanto, durou menos de duas semanas.
Em 24 de outubro de 2008 a seleção é novamente punida devido à falha em realizar as eleições da assembleia geral. A suspensão chegou ao fim em dezembro de 2008.

## Copa do Mundo de 1982
Em um grupo difícil, a seleção do Kuwait foi eliminada na primeira fase. Entretanto, a participação do Kuwait em sua única copa é lembrada pelo fato ocorrido no jogo contra a França.
O então príncipe do Kuwait, Fahad Al-Sabah, ficou revoltado ao ver sua seleção sofrer o que seria o quarto gol (a partida estava 3 - 1 para a França), marcado em suposto impedimento pelo atacante francês Girésse.
Al-Sabah invadiu o campo e foi tirar satisfação com o árbritro. Surpreendentemente conseguiu o que queria: o gol fora anulado.
No dia seguinte, ainda não contente, acusou a FIFA de ser dominada pela Máfia e acabou sendo punido pela entidade com multa de 11 mil dólares.
Partidas na Copa:
- Kuwait 1 – 1  Tchecoslováquia
- Kuwait 1 – 4  França
- Kuwait 0 – 1  Inglaterra

## Desempenho em Copas do Mundo
- 1930 a 1970 - não disputou
- 1974 a 1978 - não se qualificou
- 1982 - qualificada - eliminada na primeira fase
- 1986 a 2022 - não se qualificou

## Desempenho em Copas da Ásia
- 1956 a 1964 - não disputou
- 1968 - Retirado
- 1972 - Eliminada na primeira fase
- 1976 - Segundo Colocado
- 1980 - Campeão
- 1984 - Terceiro Colocado
- 1988 - Eliminada na primeira fase
- 1992 - Não se qualificou
- 1996 - Quarto Colocado
- 2000 - Eliminado nas quartas de final
- 2004 - Eliminada na primeira fase
- 2007 - não se qualificou
- 2011 - Eliminado na primeira fase
- 2015 - Eliminada na primeira fase
- 2019 - Desqualificado

## Títulos
| Continentais | Continentais  | Continentais | Continentais                                               |
|              | Competição    | Títulos      | Anos                                                       |
| ------------ | ------------- | ------------ | ---------------------------------------------------------- |
|              | Copa da Ásia  | 1            | 1980                                                       |
| Regionais    |               |              |                                                            |
|              | Competição    | Títulos      | Anos                                                       |
|              | Copa do Golfo | 10           | 1970, 1972, 1974, 1976, 1982, 1986, 1990, 1996, 1998, 2010 |